# Taiyue Shan
Der Taiyue Shan (chinesisch 太岳山), auch Huotaishan (chinesisch 霍太山) genannt, ist ein Gebirge im nördlichen Teil der Volksrepublik China und liegt in Zentral-Shanxi. Die Ausdehnung des von Nordosten nach Südwesten verlaufenden Kamms beträgt etwa 200 Kilometer. 
Die höchste Erhebung ist der Niujiao'an (牛角鞍) mit einer Höhe von 2566,6 Metern.